# Batac
Batac é uma cidade de quinta classe de renda da cidade na província Ilocos Norte, nas Filipinas. De acordo com o censo de 1 maio  de  2020 possui uma população de 55 484 pessoas e 13 970 domicílios.